# Leopold Gondrecourt
Il conte Leopold Gondrecourt (Nancy, 13 maggio 1816 – Salisburgo, 22 maggio 1888) è stato un generale francese naturalizzato austriaco.

## Biografia
Leopold Gondrecourt nacque nel 13 maggio 1816 a Nancy, in Francia, membro di una nobile famiglia aristocratica della Lorena che nel 1711 aveva ottenuto il titolo di conte dall'imperatore Carlo VI.
Intrapresa la carriera militare, dopo aver frequentato l'École spéciale militaire de Saint-Cyr, Leopold si mise al servizio dell'esercito austriaco ed entrò nel 1838 come cadetto nell'Infanterie-Regiment Latour Graf n. 28, divenendo tenente nel 1840. Nel 1848, col grado di capitano, presenziò nel reggimento del conte Clam Gallas, col quale prese parte agli scontri originatisi dai moti rivoluzionari di quell'anno, ottenendo nel 1850 la croce al merito militare. Promosso tenente colonnello nel 1854, venne trasferito come ufficiale aiutante presso il 2º corpo d'armata di cavalleria. Il 28 febbraio 1857 venne promosso colonnello e posto di stanza a Leopoli, assumendo poi il comando del 13º reggimento di fanteria "prinz Gustav Hohenlohe", scambiandolo l'anno successivo col 23º reggimento di fanteria "Freiherr Airoldi", col quale prese parte alle guerre del 1859.
Sin dal 1864 prese parte alla Seconda guerra dello Schleswig ove si distinse particolarmente, guadagnandosi il titolo di maggiore generale e la croce dell'Ordine militare di Maria Teresa. Durante la medesima campagna catturò con l'esercito austriaco la città di Königsberg, collaborando coi prussiani che gli concessero l'ordine Pour le Mérite il 31 marzo 1864.
Nel 1864, Gondrecourt venne nominato tutore dell'arciduca Rodolfo d'Asburgo-Lorena che aveva appena sei anni. L'imperatore Francesco Giuseppe, che desiderava per l'unico suo figlio maschio una formazione essenzialmente militare, lo aveva nominato dalla nascita colonnello e aveva accuratamente scelto Gondrecourt al delicato ruolo di insegnante in materie di guerra per poter fornire al futuro imperatore d'Austria le migliori predisposizioni ed attitudini alla vita sui campi di battaglia. Il giovane principe visse col Gondrecour una disciplina ferrea, basata su docce fredde, sveglie nel cuore della notte con spari di pistola e di fucile, oltre a prove di forza e continui allenamenti. Quando l'imperatrice Elisabetta di Baviera, sovente in Ungheria, venne a sapere del trattamento di "educazione" che Francesco Giuseppe aveva imposto per il figlio Rodolfo, fece subito pressioni perché cessasse subito quest'inutile tortura. Nel 1866 l'imperatore licenziò il conte Gondrecourt e nominò al suo posto un suo subalterno, Josef Latour, giudicato dall'imperatrice molto valido ma decisamente più permissivo del precedente istruttore, e soprattutto incline a lasciare che Rodolfo si esprimesse liberamente al di fuori anche della vita militare.
Dopo le sue dimissioni forzate dagli incarichi di corte, Gondrecourt venne destinato alla carica di comandante della fortezza di Terezín, nell'attuale Polonia, divenendo anche aiutante del generale Eduard Clam-Gallas sino al suo pensionamento nel 1888.